# Öffentliches Wegerecht

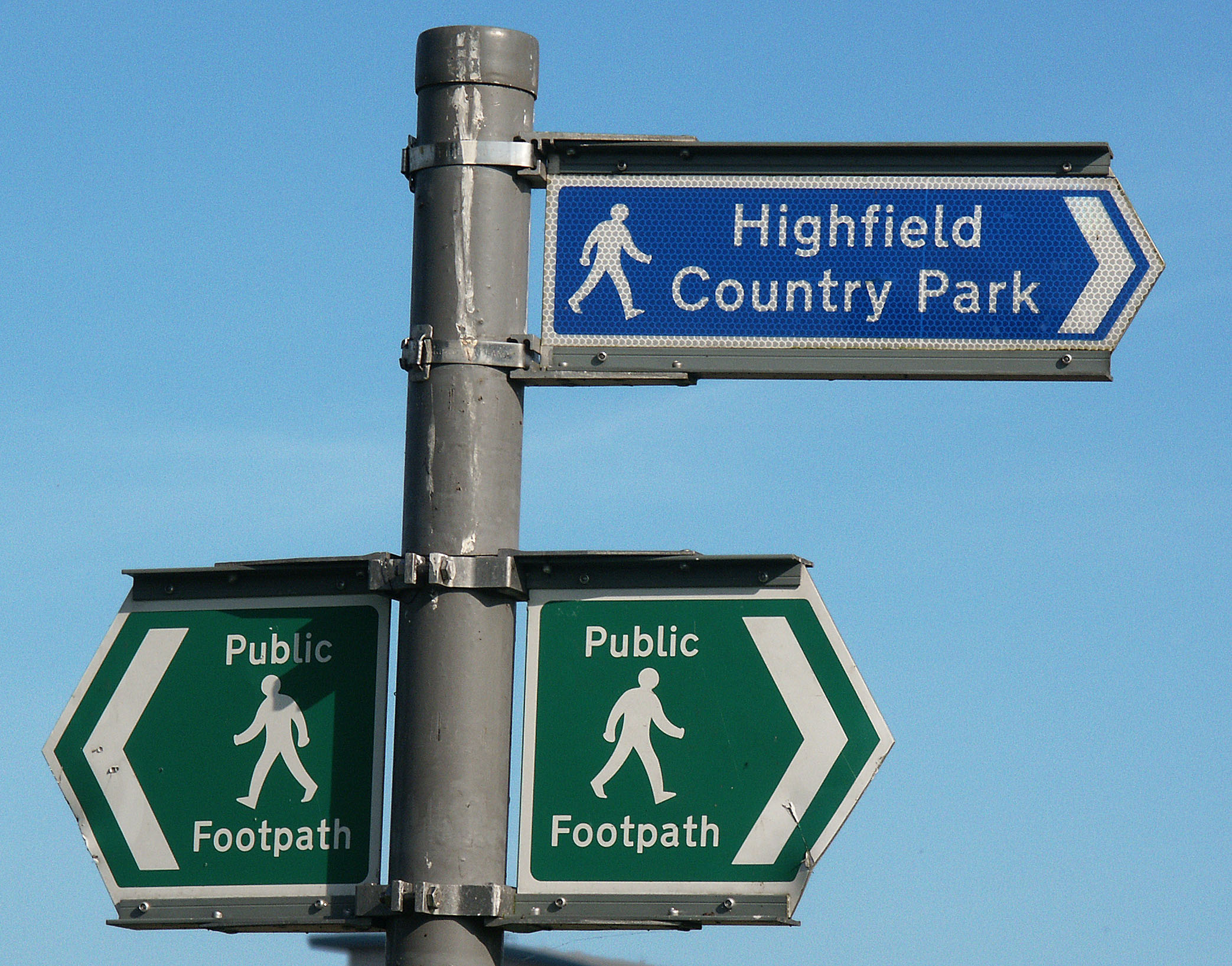
Public Footpath

Das Öffentliche Wegerecht (englisch public right of way) ist ein  in England und Wales geltendes Konzept für allgemein nutzbare Wegrouten abseits des öffentlichen Straßennetzes. Seine häufigsten und bekanntesten Ausprägungen sind der Public Footpath und der Public Bridleway. In Schottland gilt stattdessen eine Form des Jedermannsrechts.

## Grundsätzliches

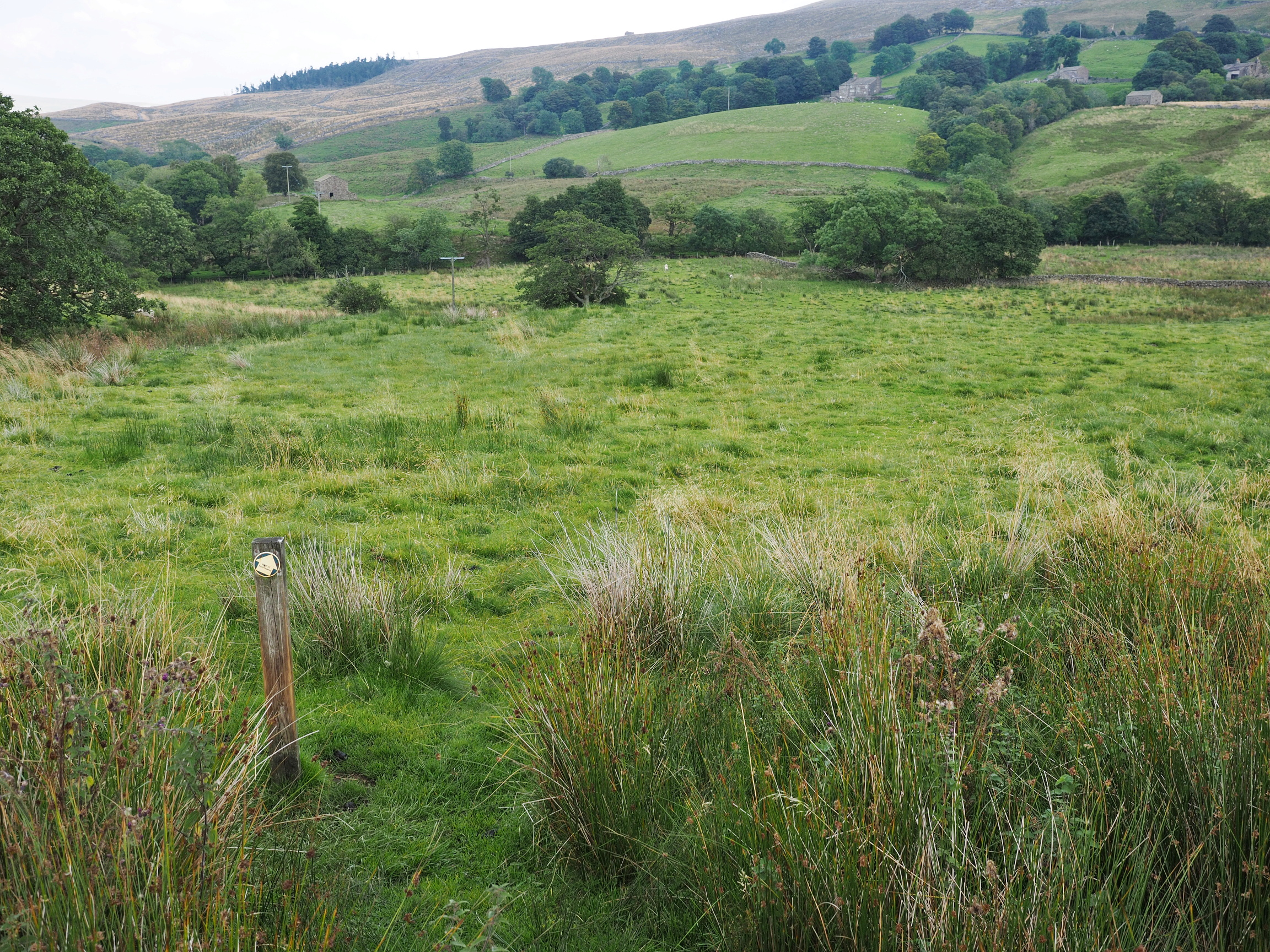
Ein wenig benutzter und kaum erkennbarer Public Footpath über eine Viehweide in den Yorkshire Dales, mit Pfosten markiert

In England und Wales besteht kein allgemeines Betretungsrecht für Wälder und Fluren. Feld- und Waldwege sind dort, anders als in Deutschland, nicht generell zum Wandern oder Radfahren nutzbar. Damit sich der unmotorisierte Verkehr nicht auf die öffentlichen Straßen beschränken muss, besteht im Gelände ein weit verzweigtes Netzwerk öffentlicher Wegerechte, deren Geschichte teilweise bis ins Mittelalter zurückreicht. Stellten diese Wegerechte früher oft die einzige Möglichkeit dar, entlegene Ortschaften und Gehöfte überhaupt zu erreichen, haben sie ihre Hauptbedeutung heute in Freizeit, Tourismus und Sport, insbesondere für Wanderer, Reiter und Radfahrer. Sie werden beispielsweise von Fernwanderwegen genutzt.
Ein solches Wegerecht setzt sich aus einem festgelegten Streckenverlauf und einer Nutzungsklasse zusammen und darf im Rahmen dieser Berechtigung von jedermann frei genutzt werden, auch durch Gehöfte oder über Privatgrundstücke hinweg. Das Verlassen des festgelegten Verlaufs oder eine über die Widmung hinausgehende Nutzung (etwa Radfahren auf einem Footpath) kann als „trespassing“ rechtlich geahndet werden. Auf britischen Landkarten sind die Wegerechte farbig dargestellt.
Der Besitzer des Landes muss andererseits die Nutzung des Wegerechts ermöglichen, er darf weder zusätzliche Einschränkungen erteilen noch etwa eine Gebühr verlangen. Für die Querung von Mauern, Zäunen und Hecken sind zu deren Schutz in der Regel bauliche Vorrichtungen wie Zauntritte, Treppen oder Tore angelegt. Wasserläufe, die zu breit zum Überschreiten sind, werden meist auf kleinen Stegen überquert, gelegentlich aber auch nur mit Trittsteinen (die bei Hochwasser überflutet sein können).
Eigentümer oder Pächter eines Grundstücks, über das ein öffentliches Wegerecht verläuft, dürfen den Weg weder versperren noch umleiten und müssen darauf achten, dass Personen, die das Wegerecht bestimmungsgemäß nutzen, dadurch keiner besonderen Gefahr ausgesetzt sind. Zum Beispiel darf auf einer Weide, über die ein Wegerecht verläuft, kein Stier gehalten werden, der älter als zehn Monate ist. Aufgetretene Hindernisse (etwa umgestürzte Bäume) müssen umgehend entfernt und Schäden, die zur Unbenutzbarkeit führen (etwa Abbrüche an Flussufern), müssen repariert werden. Vorübergehende oder permanente Änderungen an Wegerechten, zum Beispiel Umleitung von Wegen im Zusammenhang mit Bauarbeiten, dürfen nur durch die zuständigen Behörden angeordnet werden, nicht vom Grundeigentümer selbst.
Der Nutzer andererseits kann nicht davon ausgehen, dass entlang des Wegerechts ein baulich angelegter, gepflegter oder auch nur erkennbarer Wanderweg existiert. Insbesondere bei footpaths und bridleways besteht lediglich eine Berechtigung, das Land entlang des festgelegten Verlaufes zu überqueren, ohne jeden Anspruch auf einen bestimmten Wegezustand oder überhaupt auf einen angelegten Weg. Zwar folgen viele Wegerechte zumindest geschotterten Feld- oder Wirtschaftswegen, aber ebenso oft führen sie auch als Trampelpfade über Viehweiden, Äcker oder durch Wälder und Gebüsche. Wenig genutzte Wegerechte sind unter Umständen auf dem Boden gar nicht erkennbar, so dass der Nutzer sich anhand der Karte zurechtfinden muss.

## Formen des Wegerechts

### Public Footpath

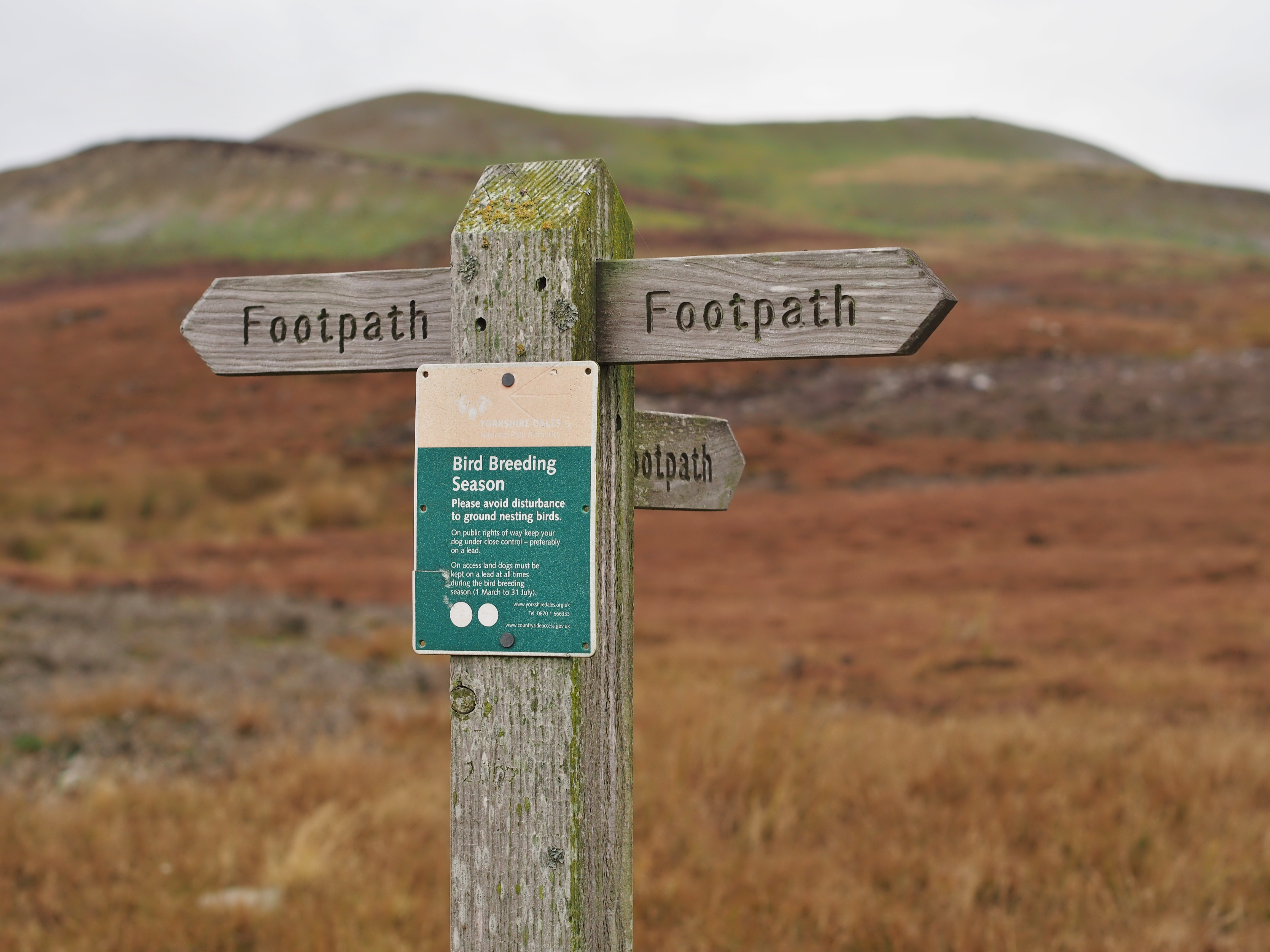
Traditionelles Holzschild
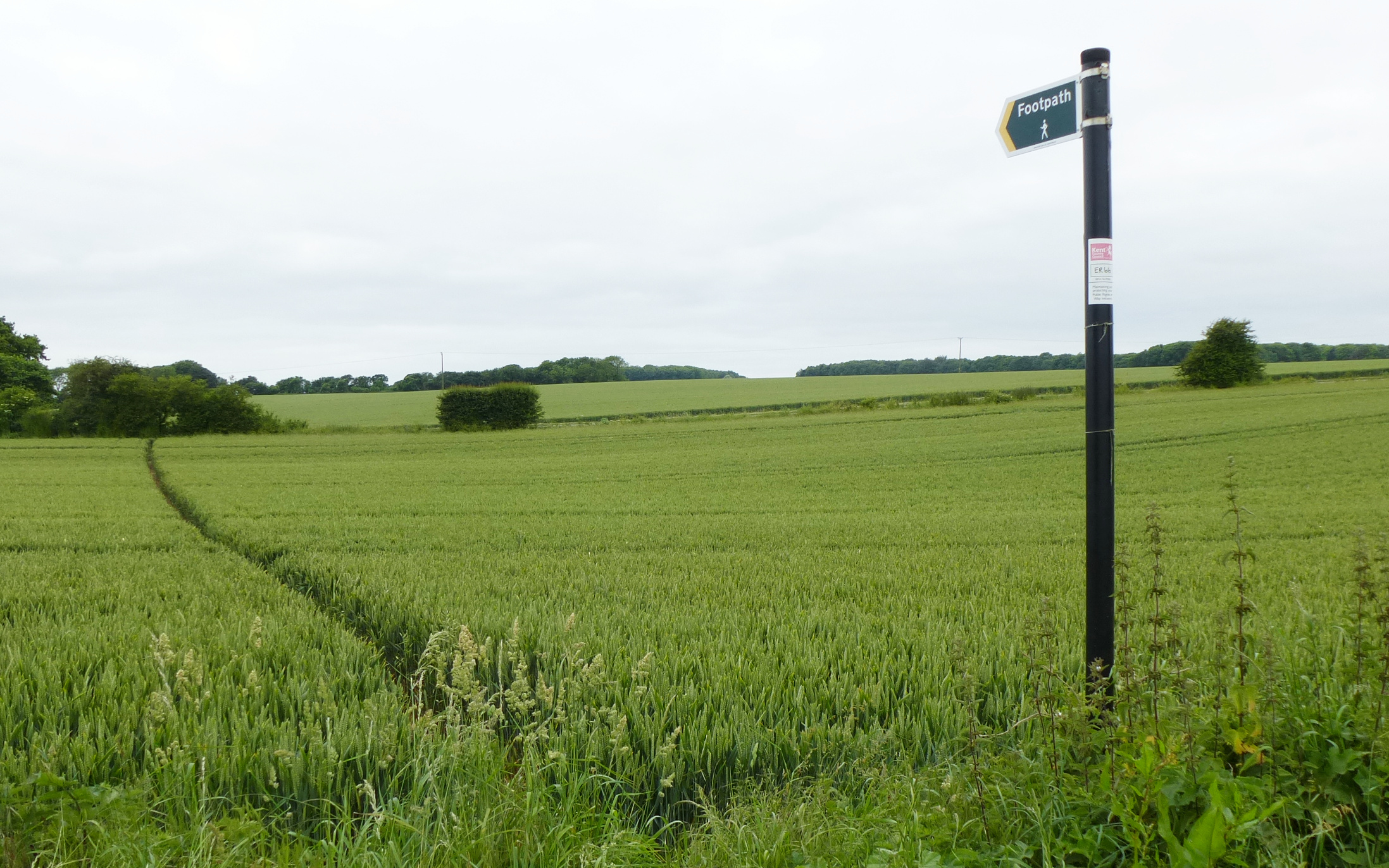
Blechschild, der Footpath läuft quer über die Ackerfläche
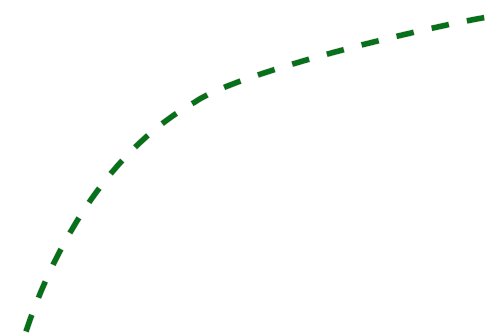
Darstellung in der Karte 1:25.000

Auf einem Public Footpath (engl. für: „Öffentlicher Fußweg“), oft als FP abgekürzt, ist primär die Benutzung zu Fuß gestattet. Kinderwagen oder Rollstühle sind zulässig, sofern der Zustand des Weges dies erlaubt – allerdings ist im Verlauf mit Hindernissen wie Toren, Kissing gates oder Zauntritten zu rechnen. Hunde dürfen mitgeführt werden, sind jedoch an der kurzen Leine unter Kontrolle zu halten und dürfen weder Weidevieh noch Wildtiere belästigen. Wanderer dürfen auf dem Weg zwar Pausen machen, jedoch nicht (beispielsweise über Nacht) lagern.
Für alle anderen Nutzungen wie Radfahren, Reiten oder Benutzung von Fahrzeugen besteht auf einem Public Footpath kein allgemeines Recht, dafür ist die Zustimmung des Grundeigentümers erforderlich.
Public Footpaths werden durch hölzerne Schilder mit Gravur oder grüne Blechschilder mit einem gelben Richtungspfeil und weißer Aufschrift markiert. Solche Schilder findet man grundsätzlich dort, wo ein Public Footpath eine öffentliche Straße kreuzt oder von ihr abzweigt. Im Gelände besteht hingegen keine Verpflichtung für eine Kennzeichnung des Wegeverlaufs; der Nutzer muss sich, wenn der Verlauf nicht erkennbar ist, anhand von Kartenmaterial orientieren können. Oft ist der Verlauf jedoch durch Pfosten oder Wegmarken (gelbe Pfeile) gekennzeichnet.
Auf britischen Wanderkarten sind Public Footpaths als rote (1:50.000) bzw. grüne (1:25.000) gestrichelte Linie mit kurzer Strichlänge eingezeichnet.

### Public Bridleway

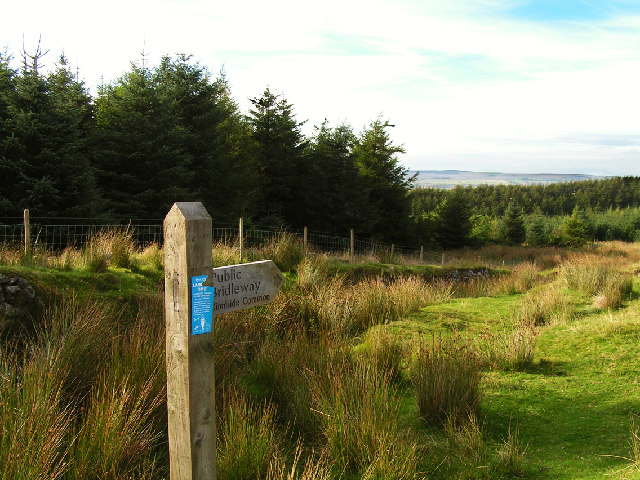
Dieser Public Bridleway führt unbefestigt quer durchs Gelände
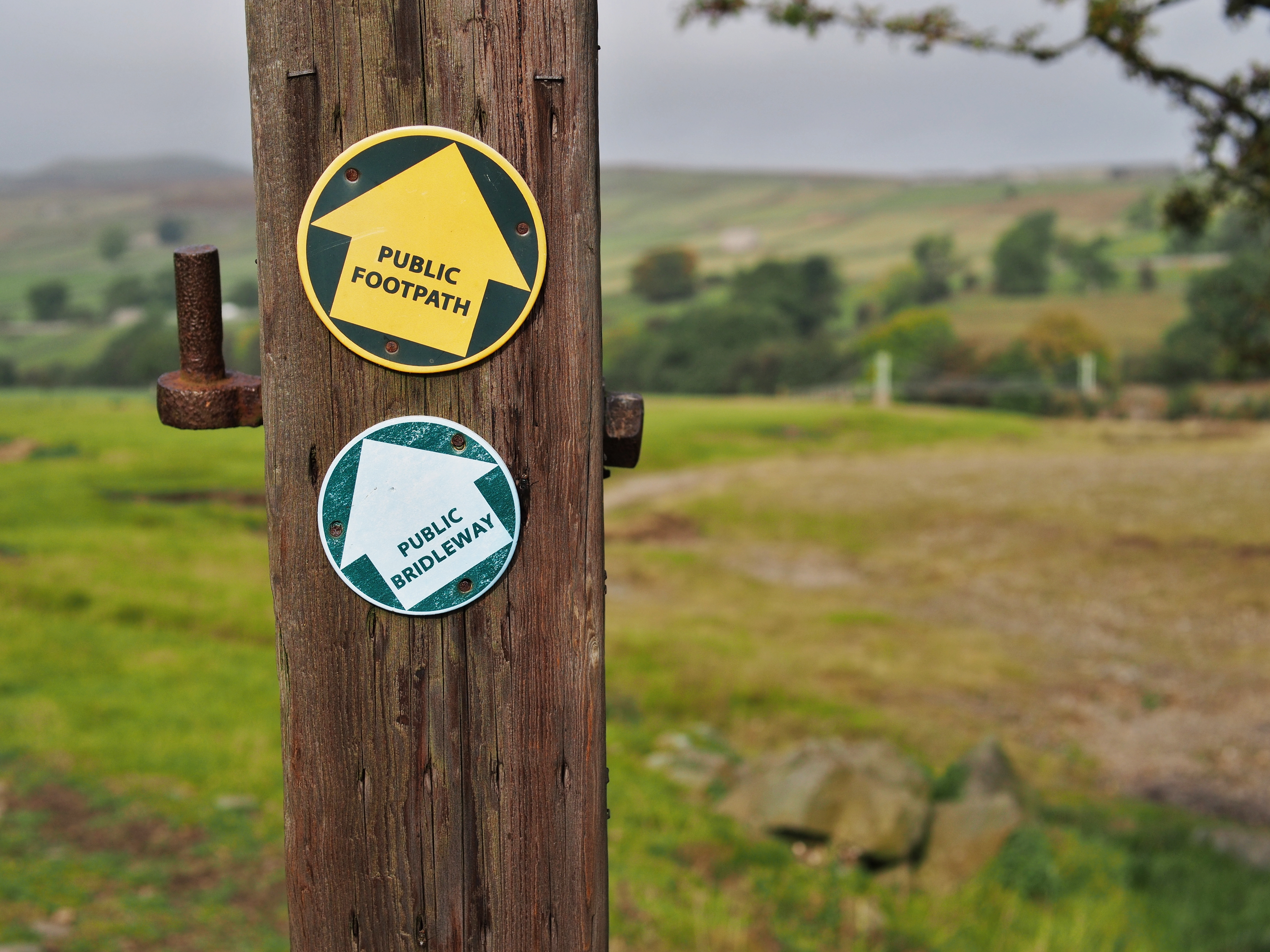
Markierung eines Bridleway und eines Footpath auf offenem Weideland
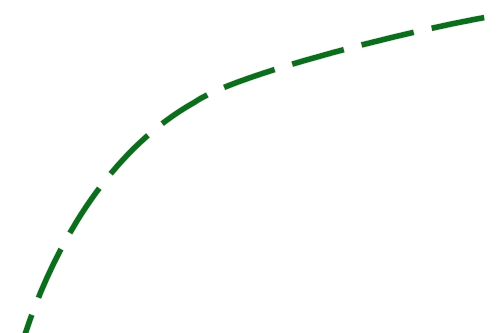
Darstellung in der Karte 1:25.000

Für einen Public Bridleway (engl. für: „Öffentlicher Reitweg“) gelten alle Rechte des Public Footpath, zusätzlich darf man hier auch
- Reiten oder ein Pferd bzw. Packtier führen
- Fahrrad fahren.

Wie beim Public Footpath wird auch hier nur das Nutzungsrecht definiert, ohne Anspruch auf einen bestimmten Wegzustand. Weder Behörden noch Grundeigentümer sind dazu verpflichtet, einen Bridleway in einem zum Radfahren geeigneten Zustand zu halten. Insbesondere stark von Reitern frequentierte Bridleways sind, je nach Untergrund und Befestigung, möglicherweise in der Praxis für Radfahrer nur auf Mountainbikes nutzbar.
Im Gelände wird ein Public Bridleway durch Beschilderung mit der Aufschrift „Public Bridleway“ oder durch blaue Wegmarken gekennzeichnet.
Auf britischen Wanderkarten sind Public Bridleways als rote bzw. grüne gestrichelte Linie mit langer Strichlänge eingezeichnet.

### Restricted Byway
Ein Restricted Byway (engl. für: „Eingeschränkte Nebenstrecke“) steht neben Fußgängern, Reitern und Radfahrern auch anderen nicht motorisierten Fahrzeugen zur Verfügung. Motorfahrzeuge jeglicher Art sind hier nicht zulässig.
Der Begriff Restricted Byway existiert erst seit 2006 und ersetzt die 1949 eingeführte Kategorie Road used as public path, abgekürzt RUPP, die 1968 wieder abgeschafft werden sollte. Daher waren die zuständigen Behörden angewiesen, sämtliche RUPPs in eine der anderen Kategorien umzuwidmen. Da diese Prozedur jedoch sehr viel Zeit in Anspruch nahm, wurden schließlich am 2. Mai 2006 einfach alle zu diesem Zeitpunkt noch existierenden RUPPs in die neue Kategorie Restricted Byway eingestuft.
Auf britischen Wanderkarten sind Restricted Byways speziell markiert. Im Gelände wird ein Restricted Byway durch dunkelrote Wegmarken gekennzeichnet.

### Byway open to all traffic

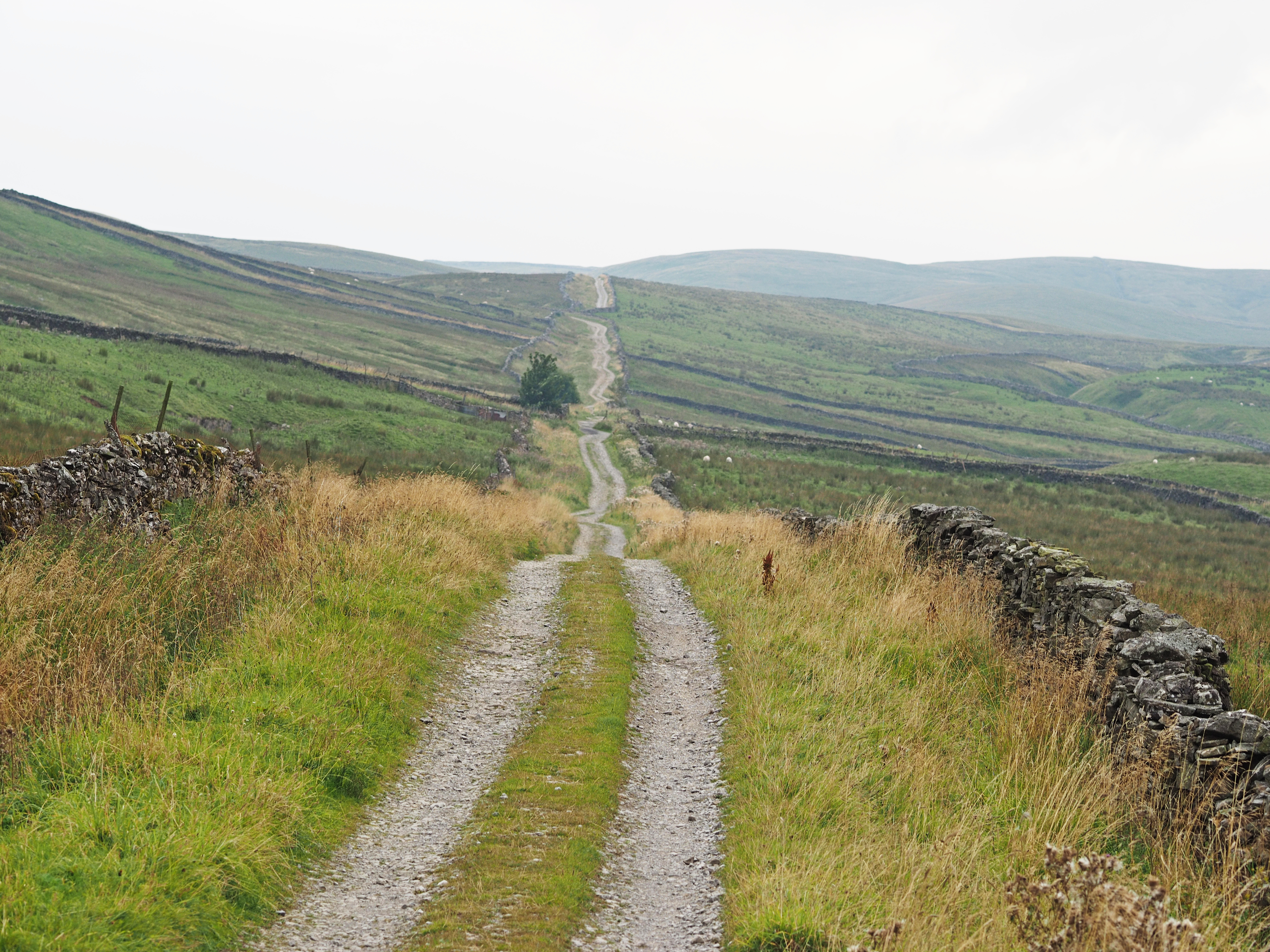
Die Cam High Road in Wensleydale, als BOAT gewidmet

Ein Byway open to all traffic (engl. für: „Für jeden Verkehr freigegebene Nebenstrecke“), gelegentlich mit BOAT abgekürzt, ist die „offenste“ Klasse des Wegerechts und nutzungsrechtlich einer öffentlichen Straße gleichgestellt. Er darf zu Fuß und mit allen Verkehrsmitteln genutzt werden.
Die meisten BOAT sind unbefestigte oder zumindest ungepflegte raue Wege durchs Gelände und in der Praxis mit normalen PKW kaum benutzbar, obwohl es rechtlich erlaubt ist. Fußgänger müssen auf jeden Fall mit Geländefahrzeugen rechnen. Es können Einschränkungen zum Beispiel bezüglich der Fahrzeugbreite oder -höhe gegeben sein, die in der Regel durch entsprechende Verkehrszeichen am Anfang des Weges bekannt gegeben werden.
Auf britischen Wanderkarten sind BOAT speziell markiert. Ist der Verlauf eines Byway im Gelände nicht eindeutig erkennbar, so wird er manchmal durch rote Wegmarken gekennzeichnet.

### Permissive Path

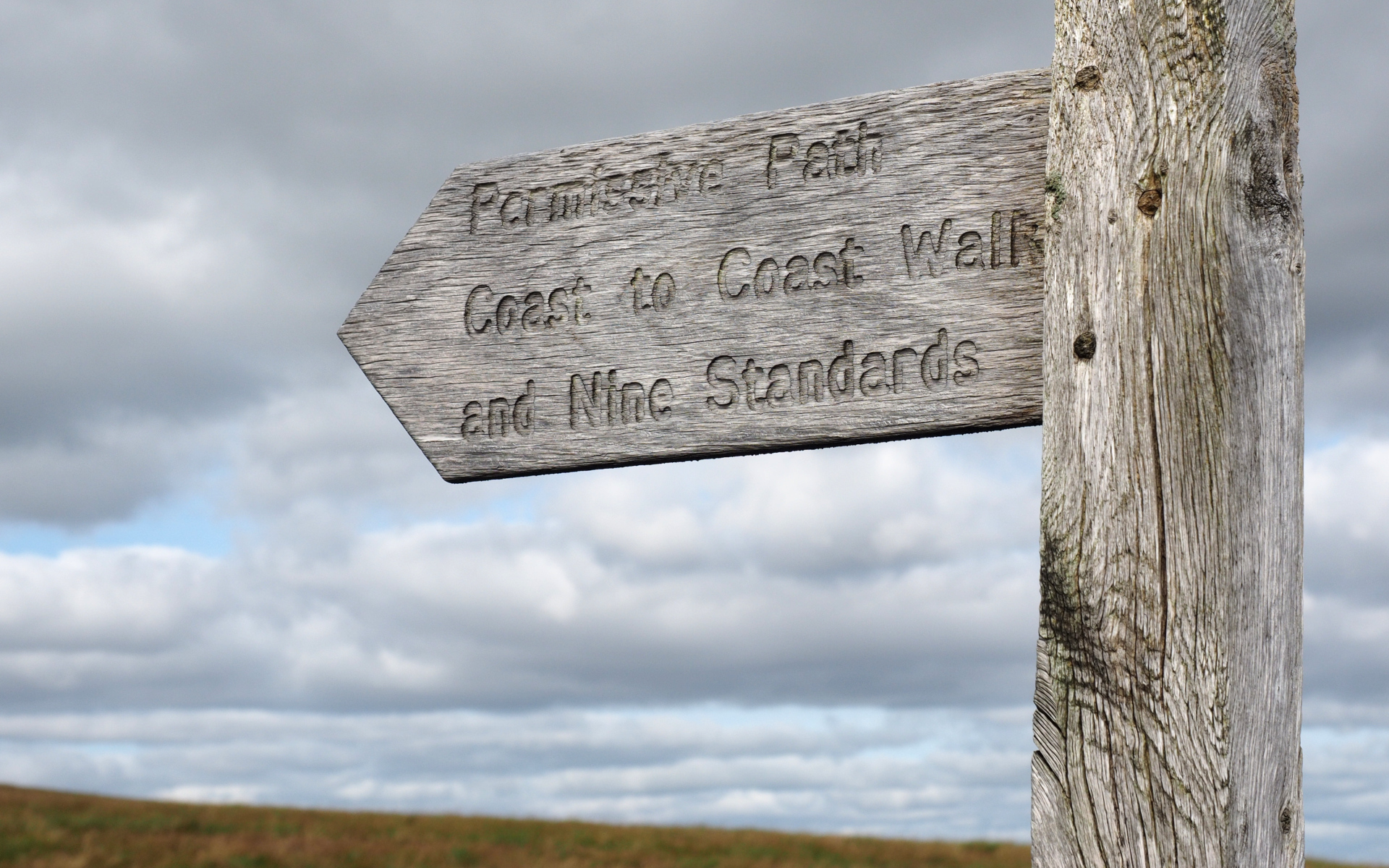
Beschilderung eines Permissive Path, der von einem Public Bridleway abzweigt

Diese Klasse ist kein öffentliches Wegerecht und hier nur der Vollständigkeit halber erwähnt. Auf einem Permissive Path oder auch Permitted Path (engl. für: „Erlaubter Weg“) besteht eine freiwillige, jederzeit widerrufbare Erlaubnis des Grundeigentümers für den allgemeinen Zu- bzw. Durchgang. Solche Wege werden beispielsweise auf Anfrage von Wandererverbänden eingerichtet, um eine Lücke in einer Wanderroute zu schließen, wo kein passendes Wegerecht vorliegt. Dabei können beliebige Auflagen oder Einschränkungen erteilt werden – es können zum Beispiel bestimmte Verkehrsmittel oder die Mitnahme von Hunden ausgeschlossen werden, oder der Weg wird nur zu bestimmten Zeiten freigegeben. Solche Einschränkungen werden, wenn sie sich nicht ohnehin schon aus der Art des Weges ergeben, an den Enden durch Beschilderung bekanntgegeben. So ist es beispielsweise üblich, einen Permissive Path jedes Jahr an einem Tag zu schließen, um die Entwicklung zu einem öffentlichen Wegerecht durch Gewohnheitsrecht zu verhindern.
Auf britischen Wanderkarten sind Permissive Paths andersfarbig oder überhaupt nicht markiert. Im Gelände sind sie in der Regel ausdrücklich als Permissive Path beschildert.

## Access Land

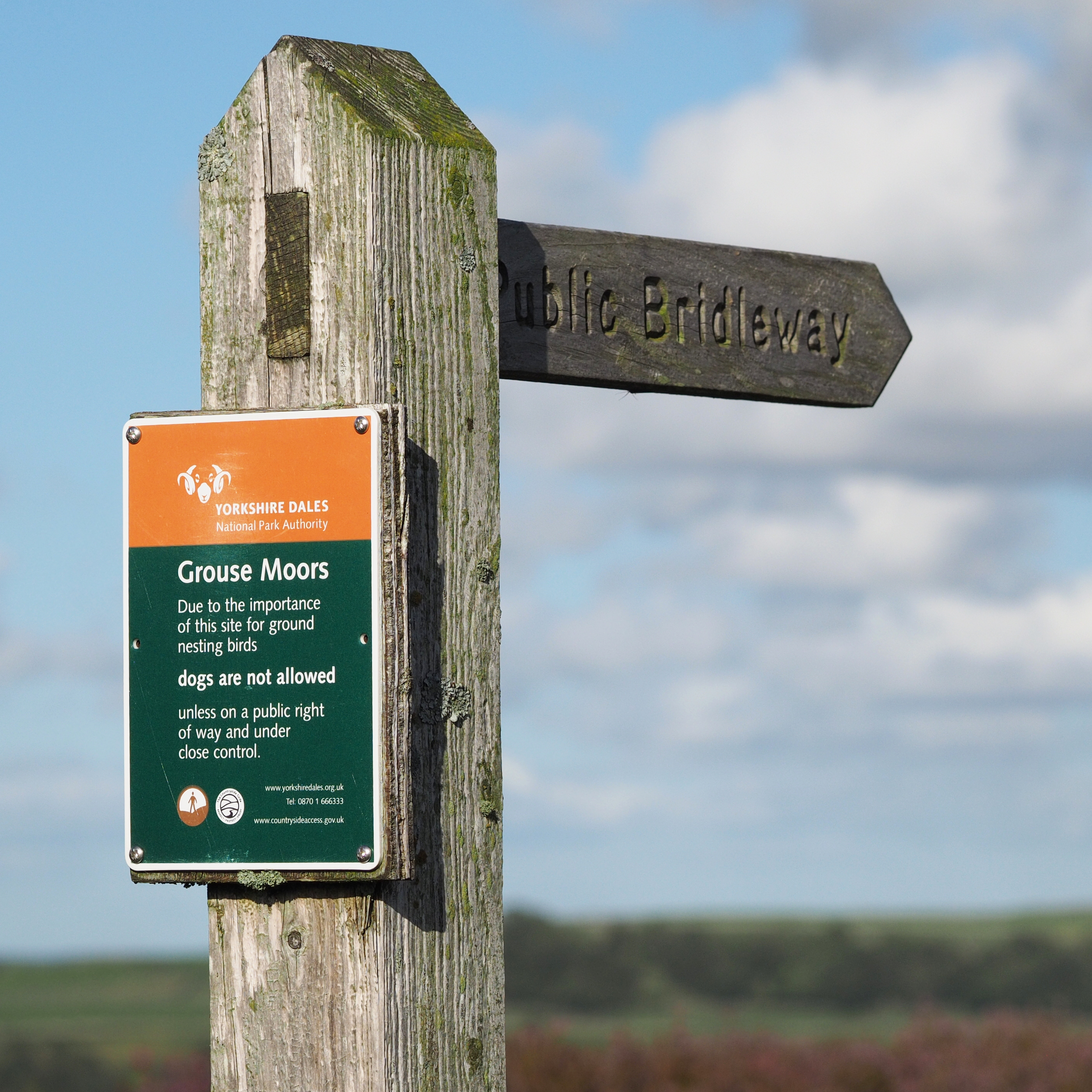
Hier zweigt im Access Land ein Bridleway von einer Straße ab. Hunde müssen auf dem Bridleway und unter Kontrolle bleiben.

Im Jahr 2000 wurde mit dem Erlass des Countryside and Rights of Way Act eine neue Möglichkeit geschaffen, unbewirtschaftetes Land zu durchwandern, das sogenannte Access Land. Gebiete mit diesem Status dürfen frei betreten oder durchquert werden, ohne an Wegerechte gebunden zu sein, jedoch ausschließlich zu Fuß – ein Recht zum Reiten oder Radfahren besteht auch im Access Land nur entlang entsprechender Wegerechte. Weitere Einschränkungen sind an den Zugängen ausgewiesen, beispielsweise müssen Hunde oftmals auf (weiterhin vorhandenen) Wegerechten bleiben, zum Schutz bodenbrütender Vögel. Auch über die bloße Fortbewegung hinausgehende Aktivitäten, zum Beispiel Lagern, erfordern auf Access Land die Erlaubnis des Grundeigentümers.
Der Zugang zum Access Land darf durch den Grundeigentümer für bis zu 28 Tage im Jahr gesperrt werden, etwa zu Jagdzwecken. Auch dies wird an den Zugängen bekanntgegeben. Öffentliche Wegerechte dürfen von der Sperrung nicht betroffen sein.
Access Land ist auf den 1:25.000-Karten des Ordnance Survey blassgelb getönt markiert.

## Verwaltung von Wegerechten
Zuständige Behörden für die Verwaltung von öffentlichen Wegerechten sind in England die Verwaltungsgrafschaften und in Wales die Unitary Authorities. Diese Behörden sind verantwortlich für die Kennzeichnung der Wegerechte durch entsprechende Beschilderung und Markierungen, sowie bei Bedarf für die Anordnung (vorübergehender) Sperren oder Umleitungen.

### DieDefinitive Map
Seit dem Jahr 1949 sind die Behörden angehalten, alle existierenden Wegerechte in einem zentralen Verzeichnis zu dokumentieren, der sogenannten Definitive Map. Einträge in der Definitive Map sind in Streitfällen bezüglich Wegerechten bindend. Behördlichen Schätzungen zufolge waren zum Zeitpunkt des Erlasses des Countryside and Rights of Way Act durch das britische Parlament im Jahr 2000 noch mehr als 10 Prozent der existierenden öffentlichen Wegerechte nicht in der Definitive Map erfasst. Als Stichtag dafür wurde zunächst der 1. Januar 2026 festgelegt und später auf 2031 verschoben. Historische Wegerechte, die am Stichtag nicht in der Definitive Map vorliegen, verfallen automatisch. Der britische Wandererverband Ramblers' Association bemüht sich daher, noch möglichst viele bestehende Wegerechte – insbesondere in landschaftlich attraktiven Gegenden – gerichtlich nachzuweisen und in die Definitive Map eintragen zu lassen.